# Lovatens
Lovatens ist eine politische Gemeinde im Distrikt Broye-Vully des Kantons Waadt in der Schweiz.

## Geographie
Lovatens liegt auf 712 m ü. M., 15,5 km südwestlich des Bezirkshauptortes Payerne (Luftlinie). Das Bauerndorf erstreckt sich auf einer aussichtsreichen Geländeterrasse am oberen rechten Talhang der Broye, im östlichen Waadtländer Mittelland.
Die Fläche des 3,5 km² grossen Gemeindegebiets umfasst einen Abschnitt des Molassehügellandes zwischen dem Broyetal und dem Oberlauf der Glâne. Der Hauptteil des Gebietes wird von der breiten Terrasse von Lovatens (rund 700 m ü. M.) eingenommen. Nach Westen senkt sich der Hang zum Broyetal hin ab und wird durch zwei kleine Tälchen untergliedert, die ihr Wasser dem Ruisseau des Vaux, einem rechten Seitenbach der Broye, zuführen. Dieser Bach, der in einem tief in den Hang eingeschnittenen Erosionstal verläuft, bildet zugleich die Westgrenze der Gemeinde. Nach Osten erstreckt sich der Gemeindeboden auf den Waldhügel Bois de Verrey (bis 800 m ü. M.) und erreicht auf der breiten Höhe Champ Liamon mit 810 m ü. M. den höchsten Punkt von Lovatens. Von der Gemeindefläche entfielen 1997 3 % auf Siedlungen, 17 % auf Wald und Gehölze und 80 % auf Landwirtschaft.
Zu Lovatens gehören mehrere Einzelhöfe. Nachbargemeinden von Lovatens sind Lucens, Curtilles, Dompierre und Prévonloup im Kanton Waadt sowie Billens-Hennens im Kanton Freiburg.

## Bevölkerung
Mit 141 Einwohnern (Stand 31. Dezember 2023) gehört Lovatens zu den kleinen Gemeinden des Kantons Waadt. Von den Bewohnern sind 92,7 % französischsprachig, 4,6 % deutschsprachig und 2,0 % englischsprachig (Stand 2000). Die Bevölkerungszahl von Lovatens belief sich 1900 noch auf 256 Einwohner. Danach wurde bis 1980 durch starke Abwanderung eine Abnahme um rund 60 % auf 103 Einwohner verzeichnet; seither nahm die Bevölkerung jedoch wieder deutlich zu.

## Wirtschaft
Lovatens war bis in die zweite Hälfte des 20. Jahrhunderts ein vorwiegend durch die Landwirtschaft geprägtes Dorf. Noch heute haben der Ackerbau, der Obstbau und die Viehzucht eine wichtige Bedeutung in der Erwerbsstruktur der Bevölkerung. Weitere Arbeitsplätze sind im lokalen Kleingewerbe und im Dienstleistungssektor vorhanden. Mit der Errichtung einiger Einfamilienhäuser in den letzten Jahrzehnten hat sich das Dorf auch zu einer Wohngemeinde entwickelt. Einige Erwerbstätige sind deshalb Wegpendler, die in den umliegenden grösseren Ortschaften arbeiten.

## Verkehr
Die Gemeinde liegt abseits der grösseren Durchgangsstrassen, ist aber von der Verbindungsstrasse von Lucens nach Romont leicht zu erreichen. Durch einen Postautokurs, der von Moudon nach Lucens verkehrt, ist Lovatens an das Netz des öffentlichen Verkehrs angebunden.

## Geschichte
Auf dem Gemeindegebiet wurden einige Überreste aus der Römerzeit gefunden. Die erste schriftliche Erwähnung des Ortes erfolgte im Jahr 996 unter dem Namen Lovatingis in einer Urkunde des Klosters Saint-Maurice. Im 13. Jahrhundert erschien die Bezeichnung Lovartens, und noch bis um 1900 wurde oft die Schreibweise Lovattens verwendet. Der Ortsname geht vermutlich auf den burgundischen Personennamen Laudewald zurück und bedeutet bei den Leuten des Laudewald. Andere Quellen schreiben die Herkunft des Ortsnamens dem lateinischen Wort lupus (Wolf) zu.
Mit der Eroberung der Waadt durch Bern im Jahr 1536 gelangte Lovatens unter die Verwaltung der Landvogtei Moudon. Nach dem Zusammenbruch des Ancien Régime gehörte das Dorf von 1798 bis 1803 während der Helvetik zum Kanton Léman, der anschliessend mit der Inkraftsetzung der Mediationsverfassung im Kanton Waadt aufging. 1798 wurde es dem Bezirk Moudon zugeteilt.

## Sehenswürdigkeiten
Lovatens besitzt eine kleine Kapelle, ein Dorfschulhaus mit Glockentürmchen und einige charakteristische Bauernhäuser aus dem 18. und 19. Jahrhundert.

## Persönlichkeiten
- Louis Germond der Ältere (1796–1868), evangelischer Geistlicher